# Julius Zumbusch

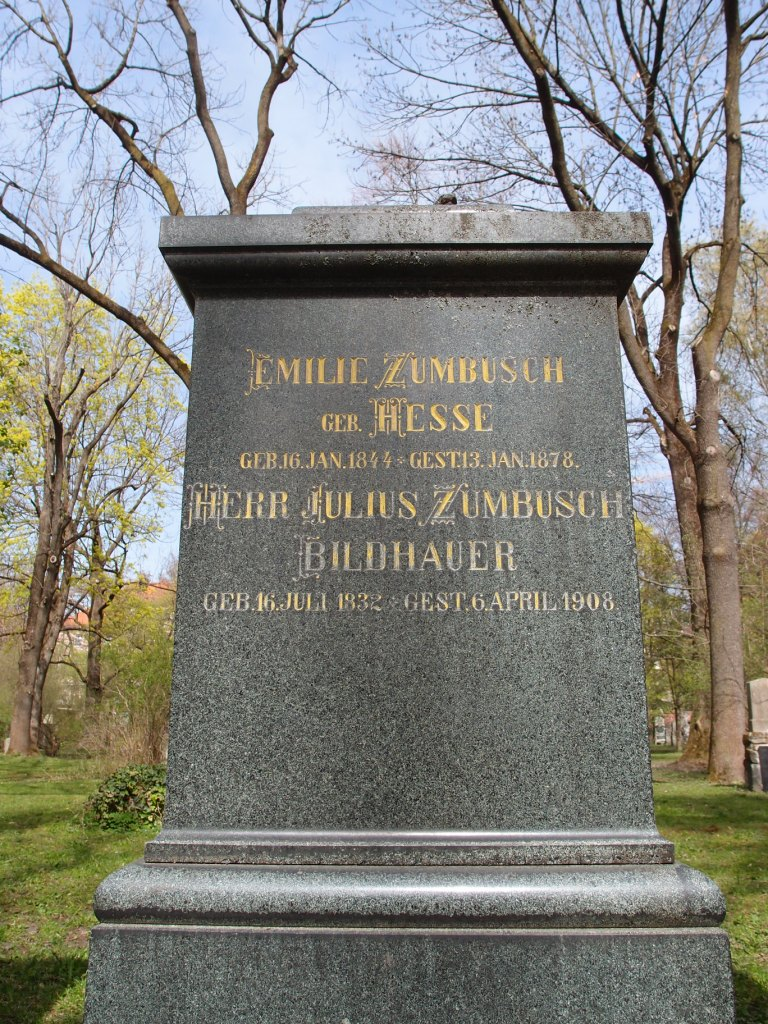
Grab des Bildhauers Julius Zumbusch auf dem Alten Nördlichen Friedhof in München

Julius Zumbusch (* 16. Juli 1832 in Herzebrock; † 6. April 1908 in München) war ein deutscher Bildhauer und Medailleur.

## Leben
Julius Zumbusch, Bruder des 1888 nobilitierten Caspar von Zumbusch, folgte diesem 1850 nach München und wurde dessen Schüler. Später setzte er seine Studien bei Johann von Halbig sowie an der Münchener Kunstakademie fort.
Von 1863 bis 1866 war Julius Zumbusch als Laienbruder im Kloster Altötting, das er nach Glaubensdifferenzen verließ. Danach ließ er sich als freischaffender Bildhauer in München nieder. Dort schuf er u. a. Bildnisse und Denkmäler sowie mehrere allegorische Figuren für den Münchner Justizpalast (1895–97). Das erste skulpturale Bildnis zu Ehren von Alois Senefelder, am 6. November 1877 eingeweiht, steht noch heute, auf einem modernen Sockel angebracht, auf dem Marsplatz in München. Mit der Gründung 1893 wurde Julius Mitglied der Münchener Künstlergenossenschaft.
Zumbusch war bis zu ihrem frühen Tod mit Emilie Hesse verheiratet, Tochter des Mathematikers Otto Hesse. Nach ihrem Tode ehelichte er ihre jüngere Schwester Lina.
Julius Zumbusch wurde auf dem Alten Nördlichen Friedhof beigesetzt.

## Werk
(Auswahl)

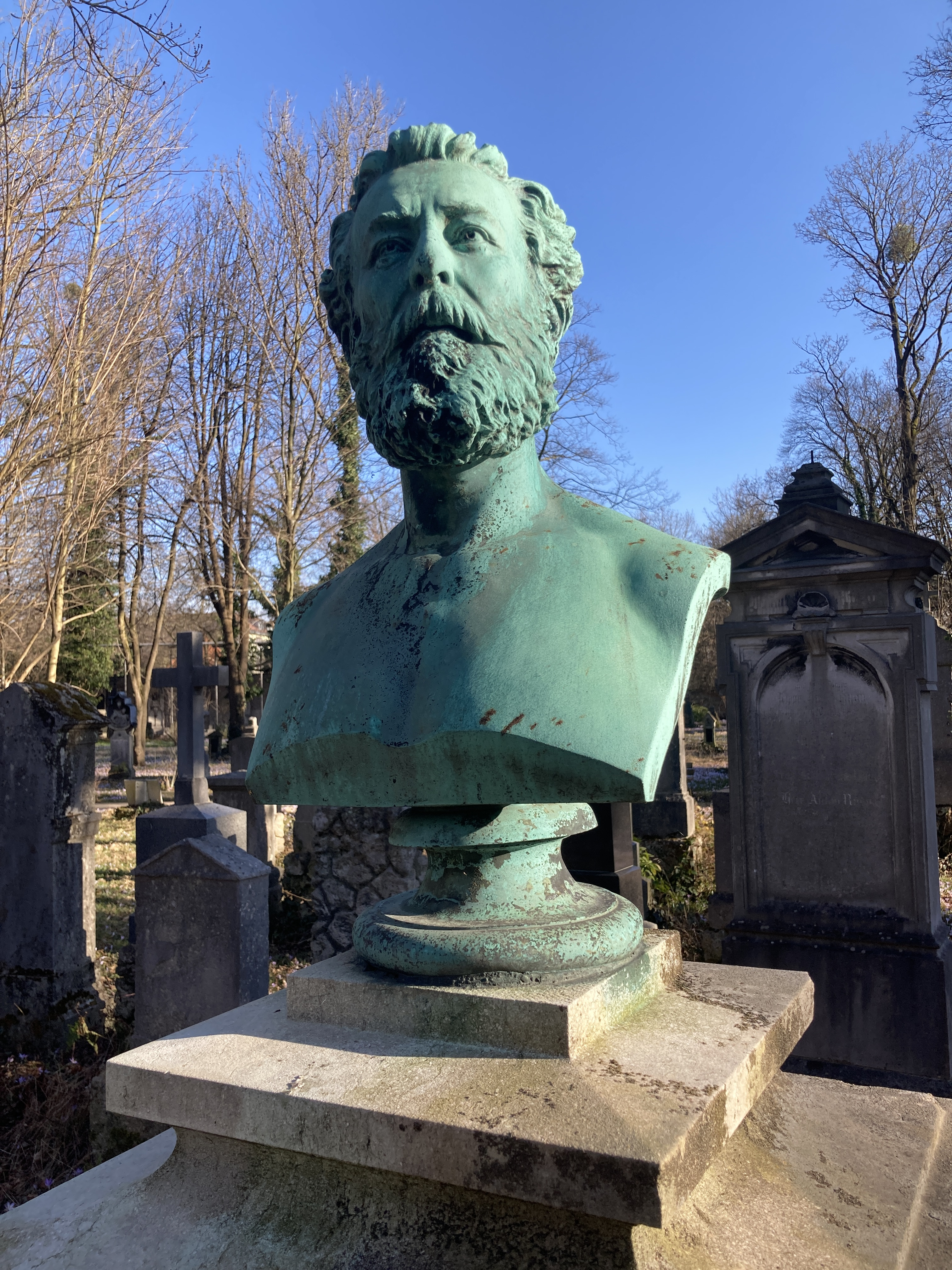
Büste erstellt 1877 für die Grabstätte von Arthur von Ramberg auf dem Alten Südlichen Friedhof in München
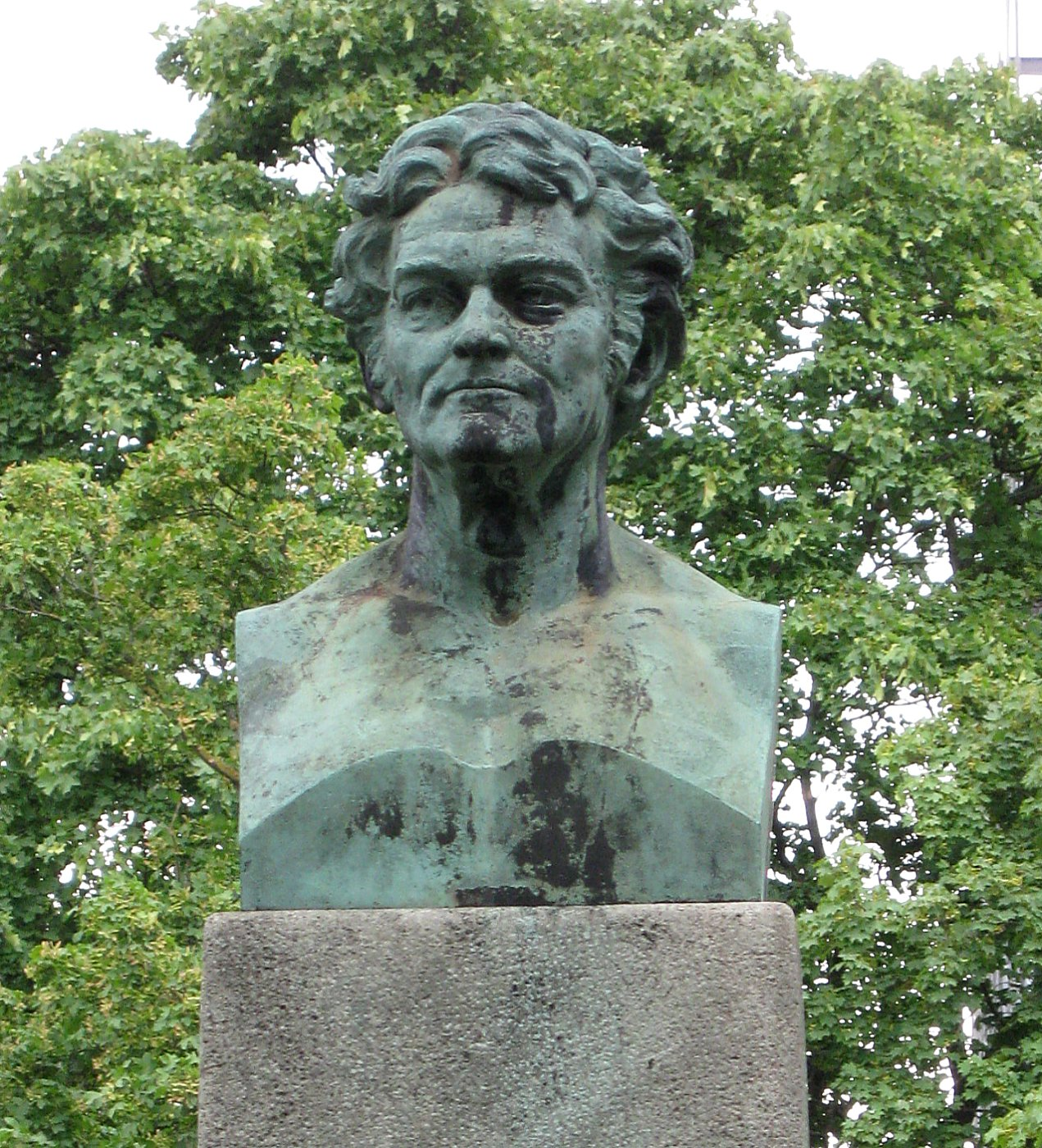
Büste von Alois Senefelder auf dem Marsplatz in München